# کاریبایر
کاریبایر (به انگلیسی: Caribair) یک شرکت هواپیمایی با کد یاتا B9 است که در تاریخ ۱۹۸۳ میلادی تأسیس شده است. دفتر مرکزی کاریبایر در سانتو دومینگو، جمهوری دومینیکن واقع شده‌است و قطب این شرکت هواپیمایی در فرودگاه بین‌المللی لا امریکاس قرار دارد و به ۲۶ مقصد، پرواز انجام می‌دهد.